# Taracticus nigripes
Taracticus nigripes är en tvåvingeart som beskrevs av Samuel Wendell Williston  1901. Taracticus nigripes ingår i släktet Taracticus och familjen rovflugor. Inga underarter finns listade i Catalogue of Life.